# Indian Ocean Island Games 2011/Badminton
Bei den Indian Ocean Island Games 2011 wurden vom 5. bis zum 14. August 2011 in Victoria auf den Seychellen sieben Badmintonwettbewerbe ausgetragen.

## Medaillengewinner
| Disziplin    | Gold                             | Silber                            | Bronze                                        |
| ------------ | -------------------------------- | --------------------------------- | --------------------------------------------- |
| Herreneinzel | Georgie Cupidon                  | Steve Malcouzane                  | Mohamed Ajfan Rasheed                         |
| Herreneinzel | Georgie Cupidon                  | Steve Malcouzane                  | Didier Nourry                                 |
| Dameneinzel  | Cynthia Course                   | Shama Aboobakar                   | Catherina Paulin                              |
| Dameneinzel  | Cynthia Course                   | Shama Aboobakar                   | Alisen Camille                                |
| Herrendoppel | Georgie Cupidon Steve Malcouzane | Olivier Fossy Didier Nourry       | Xavier Chan Fung Ting Stéphane Chan Fung Ting |
| Herrendoppel | Georgie Cupidon Steve Malcouzane | Olivier Fossy Didier Nourry       | Nashfan Mohamed Nasheeu Sharafuddeen          |
| Damendoppel  | Cynthia Course Alisen Camille    | Danielle Jupiter Catherina Paulin | Dominique Yeung-Let-Cheong Alison Brade       |
| Damendoppel  | Cynthia Course Alisen Camille    | Danielle Jupiter Catherina Paulin | Santhi Veloupoule Elodie Richart              |
| Mixed        | Kiran Baboulal Shama Aboobakar   | Georgie Cupidon Alisen Camille    | Steve Malcouzane Cynthia Course               |
| Mixed        | Kiran Baboulal Shama Aboobakar   | Georgie Cupidon Alisen Camille    | Stephan Beeharry Amrita Sawaram               |
| Herrenteam   | Mauritius                        | Seychellen                        | Réunion                                       |
| Herrenteam   | Mauritius                        | Seychellen                        | Malediven                                     |
| Damenteam    | Mauritius                        | Seychellen                        | Réunion                                       |

## Medaillenspiegel
| Platz | Land       | Gold | Silber | Bronze | Gesamt |
| ----- | ---------- | ---- | ------ | ------ | ------ |
| 1     | Seychellen | 4    | 5      | 3      | 12     |
| 2     | Mauritius  | 3    | 1      | 1      | 5      |
| 3     | Réunion    | 0    | 1      | 6      | 7      |
| 4     | Malediven  | 0    | 0      | 3      | 3      |